# Mallama
Mallama est une municipalité située dans le département de Nariño en Colombie, à 126 km de Pasto sur la route de Tumaco.

## Histoire
À l'époque précolombienne, la région était peuplée par les Pastos (es), ethnie la plus nombreuse de la région de Nariño. La région est annexée à l'Empire inca peu avant l'arrivée des Espagnols.
Le village de Mallama est fondé vers 1550, dans l'actuel hameau du même nom, à 8 kilomètres de l'actuel chef-lieu municipal Piedrancha.
Celui-ci est fondé en 1646 par Crisanto Orbes et par le prêtre Miguel Estupiñán, sur la rive droite du rio El Guabo, point de communication stratégique entre la chaîne de montagnes et la côte Pacifique. En 1924 commence la construction de la route Pasto-El Diviso, puis Tumaco, opérationnelle en 1933, augmentant ainsi l'importance commerciale de Piedrancha.
À l'aube du 2 novembre 2021 a lieu un glissement de terrain qui détruit plusieurs commerces et maisons de Mallama : taverne, billard, cafétéria, etc. La catastrophe fait 14 morts, en majorité des femmes, dont plusieurs vénézuéliennes, et une dizaine de blessés.